# 李君柱
李君柱，湖广黄冈人，清朝政治人物。贡生出身。
顺治七年（1650年），擔任清朝廣州府新安縣知縣。后由何中賢接任。